# Вулиця Миколи Кравченка
Ву́лиця Мико́ли Кра́вченка — вулиця в Подільському районі міста Києва, місцевість Куренівка. Пролягає від Кирилівської вулиці до Новокостянтинівської вулиці.

## Історія
Вулиця виникла у 50-х роках ХХ століття, мала назву Нова́. З 1955 року мала назву на честь російського адмірала П. С. Нахімова.
Сучасна назва на честь українського громадського та політичного діяча Миколи Кравченка, що загинув захищаючи Україну від російського військового вторгнення, — з 29 серпня 2024 року.

## Установи та заклади
На вулиці де-факто розташоване Радіо NV (офіційна адреса: Кирилівська вулиця, 86).

## Зображення

Мурал «Свята Ольга» неподалік редакції Радіо NV